# Albatros

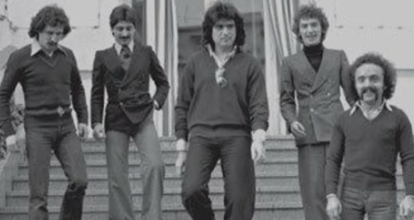

Albatros foi um grupo musical italiano, fundado em 1974, por Toto Cutugno, após sua experiência em Ghigo e i Goghi e depois Toto e i Tati, com os quais havia participado à competição Un disco per l'estate (Um disco para o verão).

## História
Após obter um contrato discográfico com a Carosello, e a produção de Vito Pallavicini, em 1975, publicam o seu primeiro disco importante Africa, que alcança um bom sucesso sobretudo na França que passa a fazer parte do repertório solista de Cutugno.
No ano seguinte se classificam em terceiro no Festival de Sanremo com Volo AZ 504, que na versão gravada lança em veste a voz recitante de Silvia Dioniso. A música é fortemente anti-abortista, ela o deixa porque foi induzida a abortar e parte no voo que dá título à canção, que cria a maior polêmica em uma sociedade que vivia um período quente, como aquela dos anos 1970, pois dois anos depois na Itália seria legalizada a lei 194/78. Ainda assim o brano se revela um sucesso internacional.
No ano sucessivo, participam novamente de Sanremo com Gran Premio, che narra as sensações de um piloto de automobilismo que procura tranquilizar a sua própria companheira a respeito do seu perigoso trabalho. A música foi escrita por Cutugno, o qual se inspirou na verdadeira história de um amigo piloto de Fórmula 3, que teve um grave acidente.
Em 1978, o grupo se dissolve. Toto Cutugno empreende uma fortunada carreira solista, enquanto Mario Limongelli funda alguns anos depois a casa discográfica NAR International. Losito e Trama continuam a carreira musical como session man. Massimo Viganò, membro da primeira formação, se exibe ainda com outros músicos usando a denominação  Albatros.
O grupo permanece no panorama musical italiano como exemplo de um grupo capaz de unir progressivo, melodia e recital em uma mistura que se diferenciava da multidão de bandas existentes na década de 1970.

## Formação
- Toto Cutugno: voz solista, guitarra, piano
- Lino Losito (Laterza, 13 de fevereiro de 1948): guitarra
- Mario Limongelli (Spinazzola, 11 de outubro de 1950): teclado
- Nicola Cricelli (Roccella Ionica, 11 de março de 1954): bateria
- Giuseppe Pietrobon (Milão, 10 de abril de 1949): baixo
- Maurizio Cristiani (Milão, 30 settembre 1952): chitarra, coro
- Massimo Viganò (Milão): guitarra, coro (de 1974 a 1976)
- Silvano Calefato (Milão, 1952): guitarra, percussão (de 1977)
- Gianangelo Calefato (Milão, 29 de maio de 1948): sax, teclado (de 1977)
- Pietro Cardazzo (Milão, 15 de janeiro de 1952): tromba, percussão (de 1977)
- Gilberto Trama (La Spezia, 1950): sax, flauta (de 1977)
- Giulio Caliandro Taranto, 1952: baixo
- Cesare Capone Taranto 1952: bateria

## Discografia

### Discografia italiana

#### Álbuns
- 1976: Volo AZ 504 (Carosello, CLN 25065)

#### Singles
- 1975: Africa/Ha-ri-ah (Carosello, Cl 20397)
- 1976: Volo AZ 504/Marieneige (Carosello, Cl 20410)
- 1976: Nel cuore nei sensi/L'albatros (Carosello, Cl 20427)
- 1977: Gran premio/Gran premio (strumentale) (Carosello, Cl 20440)
- 1977: Stop-stop violence/Oui-bon d'accord (Carosello, Cl 20457)
- 1978: Santamaria de Portugal/La mia isola (Carosello, Cl 20461)

### Discografia estrangeira

#### Álbuns
- 1976: Vuelo AZ 504 (Colleción, MHALL 13146; publicado em Argentina)
- 1978: Santamaria de Portugal (Ariola, 26260 XOT; publicado em Holanda)

#### Singles
- 1975: Africa/Ha-ri-ah (Metronome, M 25651; publicado na Alemanha)
- 1975: Africa/Ha-ri-ah (CBS, 3325; publicado em França)
- 1975: Africa/Ha-ri-ah (Decca, FR 13605; publicado no Reino Unido com a denominação Son of Albatros)
- 1975: Africa/Ha-ri-ah (Columbia Records, 4106; publicado nos Estados Unidos)
- 1976: Flight AZ 504/Volo AZ 504 (CBS, 3919; publicado na Alemanha)
- 1976: Volo AZ 504 (Les Oiseaux De Thailandie)/Volo AZ 504 (strumentale) (CBS, 3919; publicado na França)
- 1976: Volo AZ 504/Africa (Colleción, MHALL 32472; publicado na Argentina)
- 1976: Nel cuore nei sensi/Nel cuore nei sensi (strumentale) (CBS, 5053; publicado na França)
- 1976: Tema de Albatros/Marieneige (Fania, SR 5054; publicado no México)
- 1977: Gran premio/Gran premio (strumentale) (Colleción, MHALL 32524; publicado na Argentina)
- 1977: Gran premio/Gran premio (strumentale) (Omega, 36390; publicado na Holanda)
- 1978: Santamaria de Portugal/La mia isola (Metronome, M 30108; publicado na Alemanha)
- 1978: Santamaria de Portugal/La mia isola (Ariola, 11991 AT; publicado na Áustria)
- 1978: Santamaria de Portugal/La mia isola (Vip, 2748; publicado no Japão)
- 1978: Santamaria de Portugal/La mia isola (Novola, OOX 363; publicado na Espanha)